# La Lajita (Coahuila)
La Lajita es una localidad del estado mexicano de Coahuila. Es parte del municipio de Múzquiz.